# Claes Gerritszoon Compaen
 (décembre 2020).
Si vous disposez d'ouvrages ou d'articles de référence ou si vous connaissez des sites web de qualité traitant du thème abordé ici, merci de compléter l'article en donnant les références utiles à sa vérifiabilité et en les liant à la section « Notes et références ».
Claes Gerritszoon Compaen (né en 1587 à Oostzaan en Hollande-Septentrionale – mort le 25 février 1660 à Oostzaan), aussi connu sous le nom de Claas Compaan ou Klaas Kompaan, est un corsaire, pirate et marchand hollandais du XVIIe siècle. Il capturera plusieurs centaines de navires en Europe, en Méditerranée et en Afrique de l’Ouest dans les années 1620.

## Biographie

### Sa jeunesse
Claes Gerritszoon Compaen est né en 1587 à Oostzaan. Son père est présumé membre des Gueuzen de Dirck Duyvel basés dans la Zaanstreek, regroupant des nobles hollandais calvinistes et d’autres opposants luttant contre la répression des Espagnols.
Compaen devient marin très jeune et rencontre rapidement le succès en tant que négociant, faisant commerce le long de la côte de Guinée. Il utilise les profits de ce commerce pour transformer et préparer ses navires à ses futures activités de corsaire. Basé à Ostende et Dunkerque, il capture plusieurs navires espagnols en très peu de temps. Toutefois, Compaen est déçu de cette expérience lorsque certains de ces navires sont libérés par les autorités hollandaises et ne lui rapportent rien. L’une de ses prises est un navire de 200 tonneaux, armé de 17 canons et doté d’un équipage de 80 hommes.

### Sa carrière de pirate
Vers 1621, Compaen quitte le port avec une lettre de marque de l’amirauté hollandaise qui devra payer la dette de 8 000 florins qu’il a envers la veuve du précédent propriétaire de son navire, le capitaine Pieter Gerritszoon, de Medemblik.
Compaen arrête rapidement un bateau de pêche, dont il saisit la cargaison de harengs et de poissons salés. En compensation, il donne au pêcheur une lettre de crédit de l’amirauté de Hoorn. L’amirauté refusera toutefois de payer. Après avoir capturé un autre navire et partagé le butin avec ses hommes, il est pris dans une tempête et se réfugie à Flessingue, où il recrute 50 hommes de plus. En quittant Flessingue, il commence sa carrière de pirate. Afin de garder la possibilité de vendre ses marchandises quelque part, il évite d’attaquer les navires anglais et ceux originaires de la Côte des Barbaresques (le littoral de l'actuel Maroc, l'Algérie, la Tunisie et la Libye).
En 1625, Compaen est actif sur la côte du comté de Clare, en Irlande. Il aurait été un ami proche du gouverneur ainsi que de Thomas Wentworth et membre du Parlement d'Angleterre. De ce fait, il agit sans crainte de représailles dans la mer d’Irlande et la Manche.
Plus tard, Compaen est actif dans la mer Méditerranée, vendant des navires capturés et leur marchandise dans les ports de Saffi, Mogador et Salé. C’est à Salé qu’il vendra la plupart de ses prises (plus de 300 navires dans sa carrière) à Simon Danziker Junior, le fils du célèbre corsaire hollandais Simon Danziker, devenu pirate barbaresque et mort en 1611. Compaen finit par trouver les prix pratiqués par Simon Danziker Junior trop élevés et décide de faire affaire avec un concurrent, Jan Janszoon, lui-même corsaire. En représailles, Simon Danziker Junior prend la tête d’une flotte et part à l’assaut de Compaen, alors à quai. Compaen, averti en avance de l’attaque, parvient à repousser ses assaillants et même à capturer un de leurs navires. Le navire sur lequel se trouve Simon Danziker Junior est particulièrement endommagé et doit battre en retraite. À la suite de cet échec, Simon Danziker Junior quitte Salé et s’enfuit aux Pays-Bas, où il aurait obtenu une amnistie. Il exercera une activité de corsaire depuis le port de Flessingue en 1627 et 1628.

### La bataille avec le Hollandia
Le 5 juillet 1626, alors qu’il cherche activement à obtenir une amnistie des Pays-Bas, Compaen attaque deux navires de la Compagnie néerlandaise des Indes orientales : le Hollandia, commandé par le capitaine Wybrant Schram et accompagné d’un navire plus petit le Grootenbroek. Ils appartiennent à une flotte à destination des îles du Cap-Vert, mais le Hollandia, victime d’une avarie, a dû se détacher de la flotte pour aller réparer dans le port de Sierra Leone, accompagné du Grootenbroek, pendant que le reste de la flotte continue son chemin. Une autre hypothèse serait qu’ils seraient allés chercher des stocks de citrons pour soigner l’équipage victime du scorbut. Plus tard, lorsque le journal de bord de Wybrant Schram sera publié, cette bataille fera de Compaen « le pirate hollandais le plus tristement célèbre ».
Cette attaque coûte 70 hommes à Compaen et les dégâts subis par son propre navire le forcent à fuir accompagné de ses trois autres navires. Ils restent à l’entrée du port, les trois navires protégeant le navire de Compaen et empêchant les deux navires hollandais de sortir du port. Compaen parvient à faire entrer son navire dans le port pour le faire réparer. La tension est forte entre les deux camps mais, une fois les réparations terminées, Compaen quitte Sierra Leone sans incident. Le Hollandia et le Grootenbroek finiront par quitter le port également et rejoindre Batavia en décembre 1626.

### L’amnistie et la fin de sa carrière
Comme de nombreux pirates, Compaen a parfois des difficultés à maintenir l'ordre sur ses navires. Son équipage particulièrement nombreux buvait énormément d’alcool et souffrait régulièrement du manque de vivres. Le risque de pénurie pousse notamment Compaen à attaquer un village espagnol, ce qui se soldera par une défaite dans laquelle Compaen perd de nombreux hommes.
Plus tard, alors qu’il navigue le long de la côte espagnole, Compaen se heurte à Jacob Colaert, un corsaire dunkerquois. Alors que sa flotte est quatre fois moins nombreuse que celle de Jacob Colaert, Compaen parvient à s’échapper.
En 1626 ou 1627, Compaen arrive à Salé avec un certain nombre de navires récemment capturés. Il y apprend qu’il bénéficie d’une amnistie des Pays-Bas, où il décide de se rendre immédiatement. Il s’en sort juste à temps puisque, quatre jours plus tard, une flotte hollandaise lancée à sa poursuite arrive à Salé. Compaen passe par l’Irlande pour y débarquer une partie de son équipage puis se rend dans la Vlie. Il obtient ensuite son amnistie du prince Frédéric-Henri d'Orange-Nassau à La Haye.
La fin de sa vie est moins glorieuse, puisqu’il finit par mourir dans la pauvreté le 25 février 1660 à Oostzaan.
Une biographie de sa carrière de pirate, La Vie de Claes Gerritszoon Compaen, sera publiée en 1715 à Amsterdam par De Groot.

## Sources
- (en) Cet article est partiellement ou en totalité issu de l’article de Wikipédia en anglais intitulé « Claes Gerritszoon Compaen » (voir la liste des auteurs).